# Aninósza
Aninósza (Aninószabányatelep, Aninoszabányatelep, románul: Aninoasa) város Romániában (Hunyad megye, Erdély).

## Fekvése
A Nyugati-Zsil völgyétől északra, Petrozsénytól tíz km-re nyugatra fekszik.

## Nevének eredete
Eredetileg határnév. A román aninoasa 'égeres' szóból való.

## Története
Helyén a 19. század végéig Iszkrony legelője volt. Településként fejlődése 1890-ben kezdődött, amikor a Brassói Bánya és Kohómű Rt. megnyitotta az aninószai barnakőszénbányát. A bányafa szállítására 1892-ben 4200 méteres kötélvasutat építettek Petrozsényig. A vállalat csődje után a bányát 1894-ben a Salgótarján–Rimamurányi Rt. vásárolta meg.
1900-ban megépült a Piscu bánya bányavasútja. 1908-ban üzembe helyezték az első aknafúró gépet és 1909-ben bevezették a biztonsági benzinlámpák használatát. 1914-ben megépült az Aninószát Petrozsénnyal összekötő második, 1931-ben pedig a Petrillára vezető drótkötélpálya.
1911-ben épült föl római katolikus, 1924-ben a görögkatolikus templom. 1919-ben alakult a római katolikus plébánia.
A település kizárólagos gazdasági ágazatát jelentő szénbányászat az 1970-es években jutott csúcspontjára, amikor évi több mint egymillió tonna kőszenet termeltek ki. Ezután a bánya folyamatosan hanyatlott, míg 2006-ban bezárták.
1930-ban vált ki Livazényból és 1989-ben szerzett városi rangot.

## Demográfia
Aninósza népessége:
- 1910-ben 1878 lakosából 951 volt magyar, 676 román, 172 német és 79 egyéb anyanyelvű; 555 római katolikus, 432 ortodox, 334 református, 324 görögkatolikus, 105 evangélikus és 29 zsidó vallású.
- 2002-ben 3120 lakosából 2870 volt román, 203 magyar és 42 cigány nemzetiségű; 2531 ortodox, 306 római katolikus, 78 pünkösdista, 76 református, 34 baptista és 25 görögkatolikus vallású.

## Itt születtek
- Itt született 1929. február 8-án Kis Emese, leánynevén Horváth Emese nyelvtanár, nyelvész, író.